# Crankdat
Кристиан Смит (род. 2 марта 1997, Кливленд, Огайо), более известный как Crankdat, — американский диджей и продюсер электронной танцевальной музыки.

## Ранние годы
Кристиан Смит с юных лет увлекался спортом и планировал развивать карьеру в этой сфере. Однако он решил отказаться от возможности обучения за счёт университета в рамках программы поддержки спортсменов по лёгкой атлетике в Университете Кент Стейт, чтобы сосредоточиться на музыке. Под псевдонимом Crankdat он начал создавать электронную танцевальную музыку, сочетающую энергетику и мелодичность. Интерес к музыке у него появился ещё в школьные годы.

## Карьера
Изначально Crankdat получил известность благодаря ремиксам на треки других исполнителей, включая песню Fetty Wap «Trap Queen». Со временем эти ремиксы набрали миллионы прослушиваний, и музыкант ещё в юном возрасте привлёк внимание известных представителей электронной танцевальной музыки, таких как Скриллекс и The Chainsmokers.
Выступая на гастролях, Crankdat выпускал оригинальные треки, включая совместную работу с Jauz «I Hold Still», а также трек «Dollars», оба из которых вышли в 2017 году. В 2019 году Crankdat отправился в тур под названием «Gearworld».

## Дискография

### Мини-альбомы
| Заголовок          | Детали                                                                          |
| ------------------ | ------------------------------------------------------------------------------- |
| Gearworld Volume 1 | - Релиз: 21 апреля 2019 - Лейбл: Welcome Records - Формат: цифровая дистрибуция |
| Fearworld          | - Релиз: 25 октября 2019 - Лейбл: Get Cranked - Формат: цифровая дистрибуция    |
| Mechanised Mayhem  | - Релиз: 11 марта 2020 - Лейбл: Disciple - Формат: цифровая дистрибуция         |
| Sad Robot          | - Релиз: 5 августа 2021 - Лейбл: Monstercat - Форматы: цифровая дистрибуция     |

### Синглы
2016
- «Game Over» (совместно с Lookas) [Loko Records][11]
- «Stoopid Rich» (совместно с Havok Roth и Titus) [Brednbutter][12]

2017
- «I Hold Still» (совместно с Jauz, при участии Slushii) [самиздат][5]
- «Dollars» [Asylum Worldwide][6]
- «In the Air» (при участии T-Pain) [Dubset Media][13]

2018
- «Reasons to Run» [Asylum Worldwide][14]
- «Need Somebody» [Asylum Worldwide][15]
- «Lemme See U» (совместно с Ghastly) [самиздат][16]
- «Say It» (при участии Сары Скиннер) [Armada Music]
- «Kneel Before Me» (совместно со Slander, при участии Asking Alexandria) [Monstercat / Sumerian Records][17]
- «Wobble» (совместно с Tisoki) [Monstercat][18]

2019
- «Welcome to the Jungle» (при участии Сары Скиннер) [Welcome Records][19]
- «Monster» (при участии Hyro the Hero) [Welcome Records][20]
- «Do You Mind» (при участии Shybeast) [Welcome Records][21]
- «Next Life» (совместно с Adventure Club, при участии Krewella) [Ultra Records][22]
- «Falling» [Monstercat][23]
- «Phantoms Cry»[24]

2020
- «Who I Am» [Monstercat][25]
- «Redo» [Monstercat][26]
- «Poppin'» (совместно с Void (0)) [Kannibalen Records][27]
- «Badfuture» [Добро пожаловать Records][28]
- «Tell Me» [Monstercat][29]
- «Dark Room» [Monstercat][30]
- «Underground Shit» (совместно с Nvadrz) [Welcome Records][31]

2021
- «Better Without You» (при участии JT Roach) [Monstercat][32]
- «The Feeling» (совместно с Ace Aura) [Monstercat][33]
- «The Same» (при участии Neverwaves) [Welcome Records][34]
- «Вес мира» [Subsidia][35]
- «Лазеры» (совместно с Ruvlo) [Disciple][36]

2022
- «Ding Dong» [Monstercat][37]
- «Power Stone» [Monstercat][38]

2023
- «Move Back» (при участии Savage) [Monstercat][39]
- «Heat» (совместно с Шакилом О’Нилом/Diesel) [Monstercat]

2024
- «Big Bang» (совместно с DJ Snake) [Interscope Records][40]
- «Open the Pit» (при участии Juicy J) [Monstercat]

### Ремиксы
2015
- Fetty Wap — «Trap Queen» (ремикс Crankdat)[41]

2016
- Eptic — «The End» (ремикс Carnage и Breaux) (Crankdat VIP)[42]
- Elephante (при участии Trouze и Damon Sharpe) — «Age of Innocence» (Crankdat Remix)[43]
- Wiwek и Skrillex — «Killa» (Crankdat VIP)[44]
- Lost Kings (при участии Кейтлин Тарвер) — «You» (ремикс Crankdat)[45]
- Desiigner — «Panda» (ремикс Crankdat, Hearts и Nati)[46]
- Диллон Фрэнсис и Nghtmre — «Need You» (Crankdat и Sevim VIP)[47]
- Graves and Coolights — «Say Things» (Crankdat Re-Crank)[48]
- Joyryde — «The Box» (Crankdat Re-Crank)[49]
- The Black Eyed Peas — «Rock That Body» (Crankdat Re-Crank)[50]
- Jauz и Netsky — «Higher» (ремикс Crankdat)[51]
- Lil Yachty — «One Night» (Crankdat Re-Crank)[52]
- The Chainsmokers — «Closer» (Crankdat Re-Crank)[53]
- Портер Робинсон — «Unison» (Crankdat Re-Crank)[54]
- Swedish House Mafia — «Save the World» (Crankdat Re-Crank)[55]
- DJ Fresh — «Louder» (Crankdat Re-Crank)[56]
- Skrillex (при участии Sirah) — «Weekends» (Crankdat Re-Crank)[57]

2017
- San Holo — «Light» (ремикс Crankdat)[58]
- Элисон Вандерленд и M-Phazes — «Messiah» (Crankdat Re-Crank)[59]
- Zeds Dead и Nghtmre — «Frontlines» (ремикс Crankdat)[60]
- Mija — «Secrets» (ремикс Crankdat)[61]
- DJ Snake — «Here Comes the Night» (ремикс Crankdat)[62]
- Gryffin и Illenium (при участии Daya) — «Feel Good» (ремикс Crankdat)[63]
- Matoma и Magic! (при участии D.R.A.M.) — «Girl at Coachella» (ремикс Crankdat)[64]
- Blackbear — «Idfc» (Crankdat Re-Crank)[65]
- Zeds Dead — «Ratchet» (Crankdat Dubstep Re-Crank)[66]
- Crankdat — «Dollars» (ремикс Crankdat, Ray Volpe и Gammer)[67]
- Post Malone — «Rockstar» (ремикс Crankdat)[68]

2018
- Джейден Смит — «The Icon» (Crankdat Re-Crank)[69]
- Bryce Vine — «Drew Barrymore» (ремикс Crankdat)[70]
- Famous Dex (при участии ASAP Rocky) — «Pick It Up» (ремикс Crankdat)[71]
- Трэвис Скотт — «No Bystanders» (Crankdat Re-Crank)[72]
- Трэвис Скотт — «Sicko Mode» (Crankdat Re-Crank)[73]
- Трэвис Скотт — «Wake Up» (Crankdat Re-Crank)[73]
- Sheck Wes — «Mo Bamba» (Crankdat Re-Crank)[74]
- Nghtmre и ASAP Ferg — «Redlight» (ремикс Crankdat)[75]

2020
- Crankdat и Void (0) — «Poppin'» (VIP Mix)[27]

2021
- MunchKing и CC is Dreaming — «Passive Aggressive» (ремикс Crankdat)[76]

2022
- Стив Аоки (при участии Мисс Палмер) — «No Beef» (ремикс Riot Ten и Crankdat)[77]
- Рэй Вольпе (при участии Virus Syndicate) — «Revolution» (ремикс Crankdat)[78]
- The Chainsmokers — «High» (ремикс Crankdat)[79]
- Марк Туан — «Far Away» (ремикс Crankdat)